# Lotte Evron
Lotte Evron (født 1965) har en ph.d.-grad i faldforebyggelse, er cand. mag. i pædagogik og har en bachelorgrad i sygepleje. Hun er pt. ansat som lektor og forsker på Københavns Professionshøjskole1, Institut for Sygeplejerske- og Ernæringsuddannelser. Derudover er hun ansat som ekstern lektor på Århus universitet, Sektion for Sygepleje.
Lotte er faldforsker og har professionelt arbejdet med fald og faldforebyggelse i klinisk praksis siden hun blev uddannet som sygeplejerske i 1992. I 2015 forsvarede hun sin ph.d.-afhandling: ’Egenomsorg som selvteknologi i multifaktoriel faldforebyggelse. Et feltstudie med diskursanalyse’3, fra Aalborg Universitet. Privat har Lotte haft fald i alderdommen inde på livet, hvor farmor havde over 100 fald før hun gik bort som 93 årig. Denne erfaring bruger hun i sin formidling af faldproblematikken og videreudvikling af sin forskning4.
Hun har publiceret en række videnskabelige, faglige og formidlende artikler i både danske og internationale tidsskrifter fx 4-7, bøger fx 8-9, aviser fx 10 og netbaseret sitesfx 11 om fald og faldforebyggelse, og er særlig kendt for de seks faldtypologier7,10,12. Faldtypologierne bliver anvendt på makro-, meso- og mikroniveau i hele Danmark og indgår i et internationalt samarbejde. For at bryde med tabu om fald i alderdommen har Lotte Evron som en af de få faldforskere i verden arbejdet kreativt med forståelse af fald og faldforebyggelse via bloggen ’Faldnørden’13, digte14 og musik15. Lottes ser fald i alderdommen som et folkesundhedsproblem ud fra et eksistentielt perspektiv, hvor omdrejningspunktet er, at selv om fald er et livsvilkår så kan fald i mange tilfælde forebygges med den rette indsats og de rette hjælpemidler.
Referencer
1. UC Viden: Lotte Evron. www.ucviden.dk (tilgået 9. marts 2019).
2. Lotte Evron. www. au.dk (tilgået 9. marts 2019).
3. Evron L. Egenomsorg som selvteknologi i multifaktoriel faldforebyggelse. Et feltstudie med diskursanalyse. Aalborg; Aalborg Universitet; 2015. ’http://vbn.aau.dk/files/215241120/Lotte_Evron_EPUB.pdf Arkiveret 2. november 2018 hos  Wayback Machine (tilgået 9. marts 2019).
4. Evron L, Schultz-Larsen K, Fristrup T. Barriers to participation in a hospital-based falls assessment clinic programme: an interview study with older people. Scandinavian Journal of Public Health; 2009: 37(7), 728-735.
5. Evron L, Schultz-Larsen K, Egerod I. Establishing a new falls clinic – conflicting attitudes and inter-sectoral competition affecting the outcome. Scandinavian Journal of Caring Sciences; 2008: 23(3), 473-481.
6. Evron L & Tanggaard L. Falls prevention constructed as medical surveillance and self-surveillance. Klinisk Sygepleje, 2016; 30(2), 114-128. https://doi.org/10.18261/issn.1903-2285-2016-02-05
7. Evron L. Faldtypologier som forståelse af faldforebyggelse i alderdommen. Nordisk Sygeplejeforskning, 2015; 5(1), 46-60.
8. Evron L. Den ældre borger. I K. Haase, & M-L. Sharp-Johansen (red.), Sygeplejefaglige problemstillinger, København: Munksgaard; 2017; 71-88.
9. Evron L. Den sundhedsprofessionelles rolle som (tvangs)motivator. I S. Glasdam, & J. Westenholz Jørgensen (red.), Det nære sundhedsvæsen: perspektiver på samfundsudvikling og møder mellem mennesker, København: Munksgaard; 2016, 237-244.
10. Jakobsen SB, Lundt SA. Sådan kan halvdelen af ældres fald forebygges: ‘Der er rigtig meget, man selv kan gøre’. BT. (Tilgået 9. marts 2019). https://www.bt.dk/sundhed/saadan-kan-halvdelen-af-aeldres-fald-forebygges-der-er-rigtig-meget-man-selv-kan
11. Evron, L. 2013. Falling Into the Light: About Fall Prevention and Self-development. http://profane.co/2013/11/27/falling-into-the-light-about-fall-prevention-and-self-development%E2%80%A8/ (tilgået 9. Marts 2019).
12. Sommer C, Braüner C, Evron L. Trialog. Inddrag den ældre i faldforebyggelse. Fag og Forskning 2017; 4 (4): s. 20-35.
13. Faldnørden https://sygeplejerskelotte.wordpress.com/ (tilgået 9. marts 2019).
14. Evron, L. (2014). At falde ind i lyset: om faldforebyggelse og selvudvikling. Klinisk Sygepleje, 28(1), 75-77.
15. Evron, L., & Clausen, N. (2015). Falling into the Light-using music and poetry as complementary modes of understanding falls in old age. Florence Network Annual Meeting 2015, Copenhagen, Denmark.